# Tenis na Letních olympijských hrách 1920
Tenis na Letních olympijských hrách 1920 v Anverpách měl na programu celkem pět soutěží, a to mužskou dvouhru a čtyřhru, ženskou dvouhru a čtyřhru, stejně tak i smíšenou čtyřhru.
Olympijskou premiéru zažívala ženská deblová soutěž, která se v předchozích pěti ročnících nehrála. V důsledku první světové války byl porušen pravidelný čtyřletý cyklus a předešlé hry se uskutečnily již v roce 1912.

## Olympijský turnaj
Olympijský turnaj probíhal v Anverpách mezi 23.–28. srpnem 1920. Dějištěm se stal Tenisový klub Beerschot – Antverpský stadion v Kontichu, založený roku 1899. Události se nesměli účastnit reprezentanti Centrálních mocností, včetně Německa, jakožto poražení v právě skončené první světové válce. Na olympiádu také nepřicestovali tenisté Spojených států, kteří se soustředili na zářijové Mezinárodní mistrovství USA 1920, hrané v newyorském Forest Hills.
Do mužské dvouhry nastoupilo čtyřicet jedna singlistů ze čtrnácti zemí. Hlavní bitvou soutěže se stalo utkání druhého kola mezi Britem Francisem Lowem a Řekem Athanasiosem Zerlentisem, trvající šest hodin, respektive jeden a půl dne. Úvodní set připadl britskému tenistovi poměrem her 14–12. Následně byl zápas přeložen na dopoledne dalšího dne. Druhou sadu si připsal řecký hráč 12–10. Po obědě došlo k odehrání zbylých třech sad. Do třetí fáze turnaje postoupil Lowe po vítězství 3:2 na sety. Ve čtvrtfinále Brita vyřadil dvojnásobný olympijský vítěz ze Stockholmu Charles Winslow, opět v pětisetovém dramatu. Zlato si odvezl Jihoafričan Louis Raymond po finálové výhře nad japonským tenistou Ičijou Kumagaem.
Ženské soutěže se účastnilo osmnáct hráček ze sedmi zemí. 21letá Francouzka Suzanne Lenglenová vstupovala do nejlepšího období kariéry. Celému turnaji dominovala, když si odvezla zlaté medaile z dvouhry a mixu, a k tomu přidala bronzový kov z ženské čtyřhry. V singlové soutěži dovolila soupeřkám uhrát pouze čtyři gamy v pěti kolech. Stříbrný kov připadl Britce Dorothy Holmanové.
Poprvé v historii se her zúčastnilo Československo, státní útvar konstituovaný v roce 1918. Milada Skrbková a Ladislav Žemla vybojovali bronzové medaile ve smíšené čtyřhře a zajistili tak týmu 5. místo v pořadí národů.

## Zúčastněné země
Celkově nastoupilo sedmdesát pět tenistů, z toho padesát dva mužů a dvacet tři žen ze čtrnácti zemí:
- Austrálie (AUS) – 1 (1 muž)
- Belgie (BEL) – 16 (8 mužů a 8 žen)
- Československo (TCH) – 7 (6 mužů a 1 žena)
- Dánsko (DEN) – 3 (1 muž a 2 ženy)
- Francie (FRA) – 10 (7 mužů a 3 ženy)
- Jihoafrická unie (RSA) – 5 (5 mužů)
- Itálie (ITA) – 4 (3 muži a 1 žena)
- Japonsko (JPN) – 2 (2 muži)
- Norsko (NOR) – 3 (2 muži a 1 žena)
- Řecko (GRE) – 1 (1 muž)
- Španělsko (ESP) – 4 (4 muži)
- Švédsko (SWE) – 1 (1 muž)
- Švýcarsko (SUI) – 3 (3 muži)
- Velká Británie (GBR) – 8 (4 muži a 4 ženy)

## Přehled medailí

### Medailisté
| Soutěž          | Zlato                                                          | Stříbro                                                         | Bronz                                                    |
| Mužská dvouhra  | Louis Raymond · Jihoafrická unie (RSA)                         | Ičija Kumagai · Japonsko (JPN)                                  | Charles Winslow · Jihoafrická unie (RSA)                 |
| Ženská dvouhra  | Suzanne Lenglenová · Francie (FRA)                             | Dorothy Holmanová · Velká Británie (GBR)                        | Kathleen McKaneová · Velká Británie (GBR)                |
| Mužská čtyřhra  | Oswald Turnbull · Max Woosnam · Velká Británie (GBR)           | Ičija Kumagai · Sejičiro Kašio · Japonsko (JPN)                 | Pierre Albarran · Max Decugis · Francie (FRA)            |
| Ženská čtyřhra  | Kathleen McKaneová · Winifred McNairová · Velká Británie (GBR) | Geraldine Beamishová · Dorothy Holmanová · Velká Británie (GBR) | Élisabeth d'Ayenová · Suzanne Lenglenová · Francie (FRA) |
| Smíšená čtyřhra | Suzanne Lenglenová · Max Decugis · Francie (FRA)               | Kathleen McKaneová · Maxwell Woosnam · Velká Británie (GBR)     | Milada Skrbková · Ladislav Žemla · Československo (TCH)  |

### Pořadí národů
| Pořadí  | Země                   | Zlato | Stříbro | Bronz | Celkově |
| 1.      | Velká Británie (GBR)   | 2     | 3       | 1     | 6       |
| 2.      | Francie (FRA) Francie  | 2     | 0       | 2     | 4       |
| 3.      | Jihoafrická unie (RSA) | 1     | 0       | 1     | 2       |
| 4.      | Japonsko (JPN)         | 0     | 2       | 0     | 2       |
| 5.      | Československo (TCH)   | 0     | 0       | 1     | 1       |
| Celkově | Celkově                | 5     | 5       | 5     | 15      |